# Estanislau Casas i Sanmartí
Estanislau Casas i Sanmartí   (Manresa, 18 de febrer de 1883 - 30 d'octubre de 1905) fou fundador i primer director de l'Orfeó Manresà.

## Biografia
Estanislau Casas, va néixer el 18 de febrer de 1883 a Manresa, Orfe de pare, vivia amb la seva mare i les seves dues germanes. Va iniciar els estudis amb un professor particular, el Sr. Bosch, entrant molt jove a treballar com a escrivent en el despatx del Procurador dels Tribunals Alfred Puig Subirana. El seu tiet, l'Ignasi Casas, li va fer de segon pare, i li va pagar els estudis elementals de música.
En "Lau", que així era com l'anomenaven els seus amics, era un enamorat del bell art de la musicà i un emprenedor brillant, aquest va tenir la idea de fundar una associació musical similar a l'Orfeó Català.
El 6 d'octubre de 1901, en una magna reunió, en el saló de sessions de l'Excel·lentíssim Ajuntament, va quedar definitivament constituït l'Orfeó Manresà i per aclamació, en fou nomenat mestre–director.
El dia 28 del mateix mes, es van iniciar les sessions de solfeig i teoria musical per a les tres seccions d'homes, nens i nenes.
La primera manifestació artística de l'Orfeó va ser el mes de novembre, en el santuari de Nostra Senyora de la Salut de Viladordis, amb la celebració d'un aplec, que va esdevenir tradicional en anys successius i on es reunien un gran nombre de persones de Manresa i comarca. Amb motiu d'aquest fet l'Orfeó va prendre com a Patrona a la Verge de la Salut.
El primer concert públic es va celebrar el 20 de setembre de 1903, en el Teatre Conservatori, lluint per primera vegada la senyera dissenyada per l'artista manresà Francesc Cuixart, protector i entusiasta de l'Orfeó. Aquest concert va ser a benefici del director i fundador, l'Estanislau Casas, per tal de costejar la quota per eximir-se del servei militar.
Quan l'Estanislau Casas començava a recollir el fruit del seu treball, amb reconeixements i premis, tant a la ciutat com arreu de Catalunya, fruit del seu talent i caràcter, el va sorprendre una malaltia infecciosa que va posar fi a la seva vida el 30 d'octubre de 1905, als 22 anys.